# صندوق الرسائل (هواية)

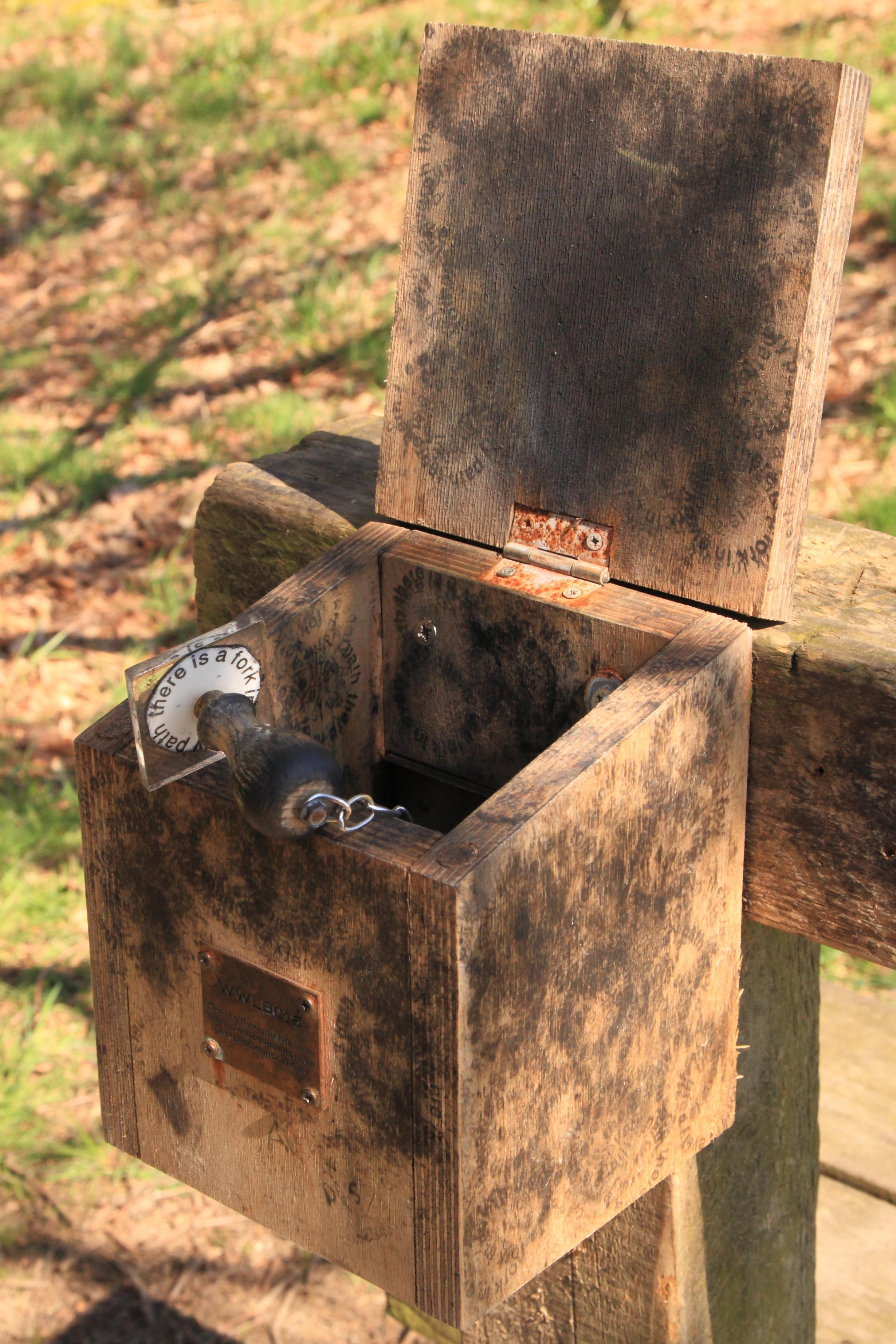
صندوق رسائل مصنوع من قبل أليك فينلاي، مع ختم قصيدة
"هناك عقبات في كل طريق"

صندوق الرسائل (هواية) باللغة الإنجليزية Letterboxing هي هواية تتم ممارستها في الهواء الطلق، والتي تجمع بين العناصر كالتوجيه، والفن، وحل الأحجية، وهي ببساطة إخفاء صناديق صغيرة مقاومة للعوامل الجوية في أماكن عامة يمكن الوصول إليها كالحدائق، ويتم توزيع أدلة للعثور على هذه الصناديق على شكل كتالوجات مطبوعة، وفي أحد مواقع الويب المتعددة، أو عن طريق إعلانها شفهيًا.

## نبذة
تحتوي صناديق الرسائل الفردية دفتر ملاحظات وختم ويفضل أن يكون إما منحوتًا يدويًا أو مصنوعًا حسب الطلب، ويقوم الباحثون بعمل بصمة على ختم صندوق الرسائل في دفاترهم الشخصية ويتركون ختم تواقيعهم الشخصية على كتاب «الزوار» الخاص بصندوق الرسائل أو «السجل» كإثبات على إيجادهم الصندوق ولإعلام بقية الباحثين بالذي قام بالزيارة، والعديد من ممارسي هواية صندوق الرسائل يقومون بمتابعة عدد مرات عثورهم على الصندوق بحرصٍ.

## تاريخ الهواية
يرجع أصل هواية صندوق الرسائل إلى منتصف القرن التاسع عشر في دارتمور، ديفون في إنجلترا، وهي أرض برية شاسعة، وقد ذكر ويليام كروسنغ في دليله إلى دارتمور أن مرشد دارتمور المعروف جيمس بيروت قد وضع زجاجة لبطاقات الزيارة في عام 1854 عند بركة كرانمير وتحديدًا في الجزء الشمالي من الأرض، وبعد ذلك بدأ المتجولون بترك الرسائل أو البطاقات البريدية داخل الصندوق على طول السور، وفي بعض الأحيان تكون هذه الرسائل موجهة لأنفسهم أو للأصدقاء أو للأقارب، ومن هنا نشأ مسمى صندوق الرسائل، والشخص التالي الذي يكتشف الموقع يجمع البطاقات البريدية ويقوم بنشرها، وفي عام 1938 تم وضع لافتة وصندوق رسائل في ذكرى كروسنغ عند بحيرة البط في الجزء الجنوبي من دارتمور.
كانت أول صناديق وٌضعت في دارتمور بعيدة جدًا ومخبّأة بشكل جيد لدرجة أن المتمرّسين والمصممّين فقط هم من يجدونهم، مما جعل استغرق الرسائل أسابيع حتى يتم إيجادها، حتى سبعينات القرن الماضي، لم يكن هناك أكثر من اثنا عشر موقعًا من هذا النوع حول الأرض والتي تكون في العادة مواقعًا يصعب الوصول إليها، ولكن تزايد تواجد الصناديق في مواقع سهلة الوصول نسبيًا، وتوجد اليوم آلاف الصناديق التي يمكن إيجادها بسهولة أثناء المشي لمسافة على الطريق، وجراء ذلك، عادة ترك رسالة أو بطاقة بريدية في الصندوق اندثرت.
وعضوية «نادي المئة» متاحة فقط لأولئك الذين نجحوا في إيجاد مئة صندوق على الأقل في دارتمور، ويتم نشر أدلة مواقع العثور على الصناديق من قبل «نادي المئة» في كتالوج سنوي، وبعض الصناديق كان الوصول إليها شبه مستحيل نظرًا لأن أدلة العثور على مواقعها لا يمكن أن يتم الحصول عليها إلا عن طريق الشخص الذي وضع الصندوق، ويمكن إيجاد بعض الأدلة في صناديق رسائل أخرى أو عبر الإنترنت، ولكن هذا شائعٌ في الصناديق التي توضع خارج أرض دارتمور، حيث لا وجود «نادي المئة» ولا الكتالوج.
وقد أصبحت صندوق الرسائل تتمتع بالشعبية، والتي يمارسها آلاف المتجولين الذين يجتمعون لإيجاد الصناديق، ومع أنها تشتهر في بعض مناطق دارتمور بين الأطفال تحديدًا، بعض الصناديق التي يكون إيجادها أصعب في مناطق أكثر صعوبة تناسب البالغين المتمرّسين بدرجة أكبر.
ويمكن إيجاد صناديق الرسائل في مناطق أخرى من المملكة المتحدة بما فيها North York Moors وقد انتشرت في جميع أرجاء العالم، وقد وضع الفنان الإسكتلندي أليك فينلاي صناديق رسائل قد ختمت عليها قصائد بشكل دائري في أماكن متفرقة من العالم، بما فيها منتزه يوركشاير للنحت. وبشكلٍ عام، تعتبر بداية الاهتمام بهذه الهواية في الولايات المتحدة الأمريكية من مقالٍ قد كُتِبَ عنها في مجلة سميثسونيان في نيسان 1998. وتنتمي العديد من المصطلحات لهواية صندوق الرسائل في الولايات المتحدة الأمريكية، وستكون غير مألوفة لممارسي الهواية في المملكة المتحدة، وقد زادت شعبية النشاط الذي يشابه الجيوكاتشينغ خلال العقد الأول من القرن الواحد وعشرين من الاهتمام بهواية صندوق الرسائل أيضًا، ويتم نشر الأدلة لصناديق الرسائل الأمريكية على مواقع مختلفة ومتعددة عبر الإنترنت.

## التجمعات
يقيم ممارسي الهواية أحداثًا، تسمى في الغالب لقاءات أو تجمعات، وقد عُقِد التجمع الأول على أرض دارتمور، والآن تُعقد مرتان سنويًا في «أيام تغير الساعة» وتكون هذه الأيام في شهري آذار وتشرين الأول، بينما غالبًا ما تُعقد التجمعات في الولايات المتحدة الأمريكية في المتنزهات أو في الأماكن الفسيحة التي تكفي مجموعة كبيرة من ممارسي الهواية ليلتقوا ببعضهم ويتبادلون الأختام الشخصية أو يتحدثون عن ترحالهم للبحث عن الصناديق، ويقومون أيضًا بمناقشة أفكار للصندوق، بينما في التجمعات في الولايات المتحدة الأمريكية هناك يوم مميز للأختام. وفي بعض التجمعات يتم تصنيع بعض الصناديق أو التبرع بها ليتم وضعها في أماكن قريبة خصيصًا لكي يجدها الحضور. وقد عقد أول تجمع في أمريكا الشمالية في تشرين الثاني من عام 1999 في فندق The Inn at Long Trail في كلينجتون، فيرمونت.

## الأنواع
توجد الآن العديد من الأنواع لصندوق الرسائل، ولكل منها ميزة خاصة، وعلى الرغم من أن ممارسي الهواية القدماء قادرون على تمييّز الصناديق التي توضع في البر فقط، توجد الكثير من الاختلافات، وتتضمن:

### الصندوق التقليدي
صندوق رسائل عادي، مخبّأ ويتم استعمال الأدلة لإيجاده.

### الصندوق الغامض
هذا النوع من الصناديق يكون في العادة تقليديًا، ولكن لهذه الصناديق «الغامضة» إما مناطقًا غامضة حيث بدأت، أو أن ليس لها مناطق بداية أصلاً، ولا توجد أية أوصافٍ أو أدلة، أي شي يجعل إيجاد الصندوق غاية في الصعوبة.

### صندوق المكافآت
يتم إيجاد أدلة العثور على هذه الصناديق في الغالب في الصناديق التقليدية على أنها صناديق أخرى لإيجادها، وفي الغالب توضع في مناطق مشابهة للصناديق التقليدية التي تحوي أدلتها، ويمكن أن يتم نشر الأدلة بأي طريقة.

### صندوق كلمة الفم (WOM)
تكون أدلة هذا الصندوق شفهية، أي تعطى عن طريق الكلام، أو مكتوبة، ولكن ممارسي الهواية يمكنهم الحصول على الدليل فقط من الشخص الذي وضع الصندوق.

### دليل الوقواق
هذا الدليل ليس له مكان، ويكون مخبأً في صندوق رسائل آخر (يتشابه مع أدلة صندوق المكافآت) ولكن من المتوقع أن ينتقل ممارس الهواية إلى صندوق رسائلٍ آخر قريب، وعادة ما يحوي دليل Cuckoo على اتجاهات تحدد إلى أي مدى يجب أن يصل الدليل لإيجاد مكانٍ جديد له.

### دليل المسافر (Hitchhiker)
صندوق رسائل مسافر، يوضع في صندوقٍ تقليدي ليجده شخص آخر، وعندما يتم إيجاد الصندوق يُختَم كما تختم الصناديق التقليدية، ولكن بعدها يتم نقله عن طريق الشخص الذي عثر عليه إلى صندوق الرسائل الذي يتم إيجاده تاليًا ويوضعه هناك حتى يجده ممارس هواية آخر، ويجب أن يتم تسجيل ختم الـ Hitchhiker في سجل الشخص الذي وضع الصندوق، والعكس صحيح.

### المسافر الشخصي
يشبه إلى حدٍ كبير الصندوق التقليدي، ولكن عوضًا عن وضعه في مكانٍ ما، يبقى مع صانعه في كل الأوقات، وإن قوبل ممارس آخر للهواية على الطريق أو في أحد التجمعات من الممكن أن يحصل عليه، وفي الولايات المتحدة الأمريكية يكون الصندوق ممكن الحصول فقط إن كان ممارس الهواية الآخر يعرف كلمة المرور أو عبارة المرور والتي غالبًا ما تكون إما غامضة، أو مباشرة، أو عبارة غير موجودة أصلاً أو سخيفة.
وقد تطورت أنواع صندوق الرسائل في الولايات المتحدة الأمريكية إلى أنواع جديدة:

### صندوق Cootie
يشبه إلى حد كبير صندوق hitchchiker (المسافر) ولكن بدلاً من أن يتم نقله من صندوق إلى آخر، يتنقل من شخصٍ لآخر من ممارسي الهواية، ويمكن أن يتم تمريره عبر Personal traveler أو أن يتم وضعه في صندوق رسائل آخر أو في حقائبهم التي لا يلاحظها أحد عادةً على السور أو في التجمعات، أغلب الأشخاص بارعون في وضعها، ولكن ليس جميعهم.

### صندوق Flea (البرغوث)
وهو كالمزيج بين صندوقي Hitchhiker (المسافر) و cootie، ويتم وضعه إما في صندوق تقليدي كالـ Hitchhiker (المسافر) أو مع شخص كصندوق cootie

### نُزُل المسافر  (Hitchhiker hostel)
هذا صندوق رسائل تقليدي بمميزات خاصة، وهو بالتحديد «نُزُل» لصناديق المسافرين (Hitchhikers)، مصمم بحجم وبطريقة تتسع لصناديق مسافرين متعددة معًا، وعادةً ما تكون هناك واحدة أو اثنتان على الأقل من صناديق المسافرين (Hitchhikers) في الصندوق في جميع الأوقات، وإن قام ممارس هواية بأخذ صندوق مسافر (Hitchhiker) فإن عليه أن يضع صندوقًا آخر مكانه، ولدى كل صندوق Hitchhikers ختم وسجل خاص به كما في الصندوق التقليدي، وأي صندوق مسافر (Hitchhiker) يوضع فيه يجب أن يُختَم ويسجّل في السجل والأفضل أن يتم تسجيل التاريخ الذي تم وضعه فيه بهدف تسهيل إخراج الصناديق القديمة، بالإضافة لتاريخ إخراجه.

### صندوق افتراضي
وهي صناديق الرسائل التي تكون عبر الإنترنت، وفي الواقع هي عبارة عن صيد أنواع كاسح لصورة صندوق رسائل في مختلف مواقع الويب، ويتم جمع الإجابات على الأسئلة التي وضعت كأدلة للعثور على الصندوق، وتكون الإجابات أحيانًا محلولة (غير مشفّرة) أو يتم إرسالها ببساطة إلى البريد الإلكتروني لصانع الصندوق، ويتم نشر الإجابة النهائية في صفحة فارغة عبر الويب والتي تنقل الباحثين إلى صورة صندوق الرسائل عبر الإنترنت.

### صندوق بفترة محدودة
صندوق رسائل تم وضعه لفترة قصيرة من الوقت فقط، وقد تكون لبضعة أيام أو لأسبوع أو لأي مدة يريدها الشخص الذي وضع الصندوق.

### صندوق بريدي
وهي صناديق مصنوعة تمامًا كالصناديق التقليدية، ولكن بدلاً من أن يتم وضعها في البر، يتم إرسالها عبر البريد للأشخاص المسجلين في قائمة التسجيل للصندوق، أو حول «حلقة» من الأشخاص في حلقة بريدية، والتي عادةً ما تركز على فكرة رئيسيةٍ من نوعٍ ما، وصناديق البريد هذه عادةً ما يتم صناعتها وتنظيمها بشكلٍ جيدٍ جدًا وتكون مزخرفة أيضًا، وبما أن احتمالية أن سرقة أو فقدان أو تلف الصندوق ضئيلة جدًا، مبتكري هذا النوع من الصناديق يميلون لأن يكونوا مبدعين إلى حدٍ بعيد.

### أخرى
وهي أي شيءٍ ليس مذكورًا أعلاه، قد تكون أختام مكافئات داخل صناديق، أو ختم يجب عليك فقط أن تطلبه، إلخ.

### قصيدة الدائرة
القصيدة الدائرية هي نوع من أنواع «فن» صندوق الرسائل وقد تم تطويره في بريطانيا، وهناك مئة صندوق مخطط، كل منها يحتوي على ختم قصيدة دائرية كتبها الشاعر الإسكتلندي والفنان أليك فينلاي، ويتم وضع هذه الصناديق في أماكن مختلفة حول العالم، وكل من هذه الصناديق لديها شخص مرشّح ليحتفظ بها.

## تعداد الإيجاد
يتم تنظيم عدد المرات الإيجاد لممارس الهوية أو الـ PFX كالتالي:
- يمثل حرف الـP (Plants) عدد الصناديق التي صنعها ممارس هذه الهواية ووضعها.
- يمثل الحرف F (Finds) عدد الصناديق التي وجدها ممارس الهواية في البر.
- ويمثل الحرف X (Exchanges) عدد التبادلات التي قام بها ممارس الهواية.

بعض ممارسي الهواية يقومون بتعداد أنواع خاصة في الـ PFX خاصتهم، فمثلاً  (P12 F76 X45 E4 HH21 V4)، تعني 12 صندوقًا مصنوعًا وموضوعًا، 76 صندوقًا تم إيجاده، 45 تبادل، 4 أحداث، 21 صندوق من نوع Hitchhiker، و4 صناديق افتراضية. وبعضهم يعدّون الصناديق الافتراضية، ومن نوع Hitchhiker والأنواع الأخرى من الصناديق غير التقليدية في تعداد واحد، وبعضهم قد يستبعدها، وكثير من ممارسي الهواية لا يقومون بالتعداد إطلاقًا. كما أن مصطلح «عد PFX» ليس مرتبطًا بهواية صندوق الرسائل في دارتمور

## البحث
البحث هي لعبة يتم لعبها عبر مجتمعٍ ما أو منطقةٍ جغرافيةٍ، وتمت صناعة هذه اللعبة في الأصل في الولايات المتحدة الأمريكية وهي شبيهة بمفهوم هواية صندوق الرسائل حيث تؤدي الأدلة إلى صناديق مغلقة ليتم إيجادها كنوعٍ من البحث عن كنز.
وقد نشأت لعبة البحث عندما تم وضع صندوق كنز عند بركة كرانمير في دارتمور، إنجلترا من قبل جيمس بيروت في عام 1854، وبمرور الوقت انتشرت الهواية وهناك ما يفوق الخمسة آلاف كنز يمكن العثور عليه حول دارتمور.

## وصلات خارجية
- Dartmoor letterboxing resource, information and forum site
- Atlas Quest: Letterboxing listing database, forums and information site
- Letterboxing North America listing site
- Valley Quest – Letterboxes for sharing natural and cultural heritage.